# Superman (seriál)
Superman (v anglickém originále Lois & Clark: The New Adventures of Superman) je americký dobrodružný sci-fi televizní seriál natočený na námět superhrdinského komiksu o Supermanovi. Premiérově byl vysílán v letech 1993–1997. Ve čtyřech řadách vzniklo celkem 88 dílů, každá série měla 22 epizod. Seriál byl na DVD vydán v letech 2005 a 2006. V Česku byl seriál vysílán od 7. února 1995 do 1. listopadu 1998  na TV Nova.

## Příběh
Seriál se ve velké míře zaměřuje na vyvíjející se vztah mezi Clarkem Kentem a jeho kolegyní Lois Laneovou. V první řadě je Supermanovým hlavním protivníkem Lex Luthor, v dalších sezónách se objevují i další padouši známí ze Supermanových komiksů, jako jsou Prankster, Metallo, Toyman nebo zločinecká skupina Intergang.

## Obsazení
- Dean Cain jako Clark Kent / Superman
- Teri Hatcher jako Lois Laneová
- Lane Smith jako Perry White
- Michael Landes jako Jimmy Olsen (1. řada)
- Justin Whalin jako Jimmy Olsen (2.–4. řada)
- Tracy Scoggins jako Catherine „Cat“ Grantová (1. řada)
- K Callan jako Martha Kentová
- Eddie Jones jako Jonathan Kent
- John Shea jako Lex Luthor (1. řada; ve 2. a 3. řadě jako host)